# Clusia androphora
Clusia androphora är en tvåhjärtbladig växtart som beskrevs av José Cuatrecasas. Clusia androphora ingår i släktet Clusia och familjen Clusiaceae. Inga underarter finns listade i Catalogue of Life.